# Тилло-Галт, Александр
Александр Тилло-Галт (англ. Alexander Tilloch Galt, 6 сентября 1817 года,
Челси, Англия — 19 сентября 1893 года, Монреаль, Квебек, Канада) — канадский государственный деятель и предприниматель. Первый министр финансов Канады, а также первый верховный комиссар Канады в Англии. Является одним из отцов канадской конфедерации — принимал участие во всех трёх конференциях.

## Ранние годы
Александр Тилло-Галт — младший из трёх сыновей шотландского писателя Джона Голта. Образованием детей занималась мать, так как отец, будучи лоббистом, всё время был в разъездах. Дед Александра по материнской линии, Александр Тилло (1759—1825), был издателем. Будущий политик с братьями провёл детство в путешествиях между Лондоном и Шотландией.
В 1820 году Джон Галт начал представлять интересы жителей Верхней Канады, которые хотели получить компенсацию от британского правительства за потери в войне 1812 года. В 1824 году он, вместе с другими лондонскими торговцами, основал Канадскую компанию, которая занималась заселением земель около озера Гурон. В 1828 году Александр Галт с братьями впервые прибыл в Канаду, где отец был занят строительством нового города Гуэлф. С 1828 по 1830 год Александр Тилло Галт обучался в англиканской семинарии в Чамбли, которую оставил, из-за увольнения отца и возвращения в Европу. Несмотря на финансовые трудности, отец Александра, Джон Галт, участвовал в создании в 1834 году British American Land Company. Среди прочего, он получил для своего младшего сына место бухгалтера в офисе компании в Шербруке. В марте 1835 года Галт вернулся в Канаду.
На своём посту Галт был достаточно независим. В 1840 году он отправил отчёт о деятельности компании в Лондон. Отчёт произвёл хорошее впечатление и в конце 1843 года в возрасте 26 лет Александр Тилло Галт стал руководить канадским офисом компании. Он проработал в компании 12 лет.

## Карьера бизнесмена
Первая в провинции хлопковая фабрика, Sherbrooke Cotton Factory, была запущена в 1845 году. Галт вложил в неё 500 фунтов, однако в 1847 году фабрика оказалась на грани банкротства. После реорганизации, сделанной Галтом при помощи американского менеджера, фабрика была вновь запущена в 1848 году, в 1851 году Галт продал её за 3000 фунтов.
Кроме того, Галт вкладывал деньги в железнодорожное строительство. Идея строительства дороги между Монреалем и Бостоном неоднократно обсуждалась с 1835 года, однако реализацию нашла только после 1844 года, когда проектом заинтересовался Галт. Он вложил в проект 30 000 долларов собственных денег и 96 000 долларов British American Land Company, кроме того он занимался рекламой проекта. По его инициативе произошли изменения в плане трассы: она стала проходить через Шербрук и вести в Портленд (штат Мэн). В июне 1845 года он вошёл в состав совета директоров St Lawrence and Atlantic Rail-road, а в 1847 году отправился в Лондон за дополнительным финансированием в 500 000 фунтов, которое не смог получить в полном объёме.
Несмотря на нехватку денег, было решено начать строительство железной дороги. В 1849 году компания обратилось в правительство Канады за финансовой помощью. Был издан указ, по которому правительство гарантировало выплату половины процентов по облигациям железных дорог протяжённостью более 75 миль (110 км), при условии, что половина дороги уже построена. Испытывая большие финансовые трудности в 1851 году была построена трасса до Ричмонда и компания получила финансовые гарантии правительства. В 1853 году железная дорога была полностью построена.

## Политическая карьера
Политическая карьера Галта началась в 1853 году. В то время он был противником земельной системы Новой Франции, выступал за секуляризацию, отделение церкви от государства и тайные выборы. В 1858 году отказался от предложения сформировать правительство, но в новом правительстве занял пост генерального инспектора (аналог министра финансов). В 1866 году Галт выступал за образование для протестантского меньшинства в Квебеке. Когда в Онтарио отказались вносить соответствующие поправки для католического меньшинства, он покинул пост в знак протеста. Вместе с тем, его влияние было столь велико, что в конечном варианте, все поправки были приняты.
Галт участвовал во всех трёх конференциях, результатом которых явилось образование канадской конфедерации. 1 июля 1867 года премьер-министр Канады Джон Александер Макдональд предложил ему пост министра финансов в первом правительстве страны. Однако Галт оставался на своём посту недолго и был вынужден покинуть его 7 ноября 1867 года после банкротства коммерческого банка Кингстона. С этого времени по 1872 год он оставался в либерально-консервативной партии Канады. Он был вынужден уйти из-за несогласия с политикой правительства.
До 1883 года он занимался внешними отношениями Канады, в частности с 11 мая 1880 года по 31 мая 1883 года представлял Канаду в Великобритании. Галт являлся первым верховным комиссаром Канады в Великобритании (аналог посла).